# Куп СФР Југославије у рагбију 1987.
Куп СФР Југославије у рагбију 1987. је било 28. издање Купа комунистичке Југославије у рагбију. Играло се по правилима рагбија 15. 
Трофеј је освојио Челик.
| Освајач купа Југославије у рагбију 1987. |
| ---------------------------------------- |
| Рагби клуб Челик 3. трофеј               |